# Фюсис
Фюсис, физис, фюзис (др.-греч. φύσις; лат. Physis) — греческий теологический, философский, и научный термин, обычно переводимый на русский язык как «природа». 

## История
В «Одиссее» Гомер использует слово однажды (его самое раннее известное возникновение), обращаясь к свойственному пути роста специфической разновидности растения. Другое раннее использование этого термина было связано с естественным ростом растений, животных, и других частей природного мира, в значении тенденции развиваться без внешнего влияния. Ей посвящён X орфический гимн. У досократических философов возник целый комплекс других значений термина.
Начиная с Аристотеля физическое (как предмет физики, а именно τὰ φυσικά «естественные вещи») часто противопоставлялось метафизическому (предмет метафизики). Разработку данный термин получил в его «Физике» и «Метафизике».
«Фюсис» был понят Г. Торо как переход из темноты в свет, биологически, космически, познавательно.
Лео Штраус считал появление данного понятия признаком обнаружения греками чего-то нового в мире — отличного от понятия «путь», характерного для других культур.

## Термин
В медицине термин physis встречается в таких терминах как symphysis, epiphysis, и некоторые другие, в смысле роста. Physis также обозначает «ростковую зону» — участок роста в конце длинных костей.